# میلن (تنسی)
میلن(به انگلیسی: Milan) شهری در ایالت تنسی کشور ایالات متحده آمریکا است که جمعیت آن در سرشماری سال ۲۰۱۰ میلادی، ۷٬۸۵۱ نفر بوده‌است.